# カール・エッケルト
カール・アントン・フロリアン・エッケルト（Karl Anton Florian Eckert, 1820年12月17日 - 1879年10月14日）は、ドイツの指揮者、作曲家。

## 略歴
幼少より楽才を発揮し、1832年、カール・フリードリヒ・ツェルターの援助により13歳でピアニストとしてデビュー。長じて指揮に転向、ベルリン宮廷歌劇場の総監督を経て、ウィーン・フィルハーモニー管弦楽団常任指揮者、シュトゥットガルト宮廷歌劇場総監督などを歴任した。なお、ウィーン・フィルハーモニー管弦楽団では予約コンサートシリーズを創設している。1879年没。作曲家として、いくつかの歌曲およびオペラを遺している。

## 作品
- 『女漁師』（1830年）
- 『ニュルンベルクのケートヒェン』（1837年）
- 『シャラータン』（1840年）
- 『ヴィルヘルム・フォン・オラニーエン』（1846年）